# Siboglinum caulleryi
Siboglinum caulleryi är en ringmaskart som beskrevs av Ivanov 1951 [date?. Siboglinum caulleryi ingår i släktet Siboglinum och familjen skäggmaskar. Inga underarter finns listade i Catalogue of Life.